# Lijst van rijksmonumenten in Den Haag/Mauritskade
Een overzicht van de 22 rijksmonumenten in de stad Den Haag gelegen aan de Mauritskade.
| Object                                                                    | Oorspronkelijke functie? | Bouwjaar | Architect | Locatie         | Coördinaten?                | Nr.?   | Afbeelding                                                                |
| ------------------------------------------------------------------------- | ------------------------ | -------- | --------- | --------------- | --------------------------- | ------ | ------------------------------------------------------------------------- |
| Statig woonhuis van harmonische architectuur                              | Woonhuis                 | ca. 1860 |           | Mauritskade 1   | 52° 5' 2" NB, 4° 18' 19" OL | 17758  | Statig woonhuis van harmonische architectuur                              |
| Statig woonhuis van harmonische architectuur                              | Woonhuis                 | ca. 1860 |           | Mauritskade 3   | 52° 5' 2" NB, 4° 18' 19" OL | 17759  | Statig woonhuis van harmonische architectuur                              |
| Statig woonhuis van harmonische architectuur                              | Woonhuis                 | ca. 1860 |           | Mauritskade 5   | 52° 5' 2" NB, 4° 18' 20" OL | 17760  | Statig woonhuis van harmonische architectuur                              |
| Statig woonhuis van harmonische architectuur                              | Woonhuis                 | ca. 1860 |           | Mauritskade 7   | 52° 5' 3" NB, 4° 18' 21" OL | 17761  | Meer afbeeldingen                                                         |
| Statig woonhuis van harmonische architectuur                              | Woonhuis                 | ca. 1860 |           | Mauritskade 9   | 52° 5' 3" NB, 4° 18' 21" OL | 17762  | Meer afbeeldingen                                                         |
| Statig woonhuis van harmonische architectuur                              | Woonhuis                 | ca. 1860 |           | Mauritskade 11  | 52° 5' 3" NB, 4° 18' 23" OL | 17763  | Meer afbeeldingen                                                         |
| Statig woonhuis van harmonische architectuur                              | Woonhuis                 | ca. 1860 |           | Mauritskade 17  | 52° 5' 3" NB, 4° 18' 23" OL | 17764  | Meer afbeeldingen                                                         |
| Statig woonhuis van harmonische architectuur                              | Woonhuis                 | ca. 1860 |           | Mauritskade 19  | 52° 5' 4" NB, 4° 18' 25" OL | 17765  | Meer afbeeldingen                                                         |
| Statig woonhuis van harmonische architectuur                              | Woonhuis                 | ca. 1860 |           | Mauritskade 21  | 52° 5' 4" NB, 4° 18' 25" OL | 17766  | Meer afbeeldingen                                                         |
| Statig woonhuis van harmonische architectuur                              | Woonhuis                 | ca. 1860 |           | Mauritskade 23  | 52° 5' 4" NB, 4° 18' 26" OL | 17767  | Meer afbeeldingen                                                         |
| Statig woonhuis van harmonische architectuur                              | Woonhuis                 | ca. 1860 |           | Mauritskade 25  | 52° 5' 5" NB, 4° 18' 26" OL | 17768  | Meer afbeeldingen                                                         |
| Statig woonhuis van harmonische architectuur                              | Woonhuis                 | ca. 1860 |           | Mauritskade 27  | 52° 5' 5" NB, 4° 18' 27" OL | 17769  | Meer afbeeldingen                                                         |
| Statig woonhuis van harmonische architectuur                              | Woonhuis                 | ca. 1860 |           | Mauritskade 29  | 52° 5' 5" NB, 4° 18' 27" OL | 17770  | Meer afbeeldingen                                                         |
| Statig woonhuis van harmonische architectuur                              | Woonhuis                 | ca. 1860 |           | Mauritskade 33  | 52° 5' 6" NB, 4° 18' 28" OL | 17771  | Meer afbeeldingen                                                         |
| Herenhuis in eclectische trant                                            | Woonhuis                 | 1880     |           | Mauritskade 43  | 52° 5' 8" NB, 4° 18' 35" OL | 459744 | Herenhuis in eclectische trant                                            |
| Herenhuis in eclectische trant                                            | Woonhuis                 | 1880     |           | Mauritskade 45  | 52° 5' 8" NB, 4° 18' 35" OL | 459745 | Herenhuis in eclectische trant                                            |
| Herenhuis in eclectische trant                                            | Woonhuis                 | 1880     |           | Mauritskade 47A | 52° 5' 9" NB, 4° 18' 36" OL | 459746 | Herenhuis in eclectische trant                                            |
| Herenhuis in eclectische trant                                            | Woonhuis                 | 1880     |           | Mauritskade 49  | 52° 5' 9" NB, 4° 18' 36" OL | 459747 | Herenhuis in eclectische trant                                            |
| Herenhuis in eclectische trant                                            | Woonhuis                 | 1880     |           | Mauritskade 51  | 52° 5' 9" NB, 4° 18' 37" OL | 459748 | Herenhuis in eclectische trant                                            |
| Herenhuis in eclectische trant                                            | Woonhuis                 | 1880     |           | Mauritskade 53  | 52° 5' 9" NB, 4° 18' 37" OL | 459749 | Herenhuis in eclectische trant                                            |
| Herenhuis in eclectische trant                                            | Woonhuis                 | 1880     |           | Mauritskade 55  | 52° 5' 9" NB, 4° 18' 37" OL | 459750 | Herenhuis in eclectische trant                                            |
| Herenhuis op de hoek Mauritskade-Nieuwe Schoolstraat in eclectische trant | Woonhuis                 | 1880     |           | Mauritskade 57  | 52° 5' 9" NB, 4° 18' 38" OL | 459751 | Herenhuis op de hoek Mauritskade-Nieuwe Schoolstraat in eclectische trant |